# 세미 아자이
올루와세밀롱고 아데세워 이비다포 아자이(영어: Oluwasemilogo Adesewo Ibidapo Ajayi, 1993년 11월 9일 ~ )는 현재 EFL 챔피언십 클럽 웨스트브로미치 앨비언과 나이지리아 국가대표팀에서 수비수 또는 수비형 미드필더로 활약하고 있는 나이지리아의 프로 축구 선수이다.

## 구단 경력

### 찰턴 애슬레틱
나이지리아 부모에게서 태어난 아자이는 찰턴 애슬레틱 아카데미의 유소년 아카데미에서 축구 선수 생활을 시작했다. 찰턴 애슬레틱 순위를 거쳐 2012년 1월 첫 프로 계약을 제안 받았다.
2012년 11월, 아자이는 다트포트에 28일간 단기 임대로 합류했다. 곧이어, 그는 4-0으로 이긴 킹스토니안과의 FA 트로피 경기에서 다트포드 데뷔전을 치렀고, 3-2로 패한 탬워스와의 경기에서 그의 첫 골을 득점했다. 아자이는 3경기에 출전해 1골을 기록한 뒤 12월 말에 친정팀으로 복귀했다.
찰턴 애슬레틱으로 복귀한 아자이는 남은 시즌 동안 리저브 팀에서 뛰었고, 프로 디벨롭먼트 리그 2 우승에 일조했다. 그 와중에, 그는 2013년 1월 12일 블랙풀과의 경기에서 성인팀에 쓰이지 않은 교체 선수로 출전했다.

### 웨스트브로미치 앨비언
2019년 7월 20일, 아자이는 웨스트브로미치 앨비언과 비공개 이적료에 계약하며 클럽과 4년 계약에 합의했다. 2020년 12월 27일, 챔피언 리버풀과의 원정 경기에서 아자이는 앨비언 소속으로 프리미어리그 첫 골을 기록했다.

## 국가대표팀 경력
2013년 5월 말, 아자이는 나이지리아 U-20 국가대표팀에 차출되어 2013년 툴롱 토너먼트에 참가했다.
2013년 6월 4일 멕시코 U-20과의 1차 전에서 교체 선수로 출전한 아자이는 1-1로 비긴 벨기에 U-21과의 경기에서 나이지리아 U-20 데뷔전을 치렀다. 아자이는 포르투갈과 브라질을 상대로 대회에 두 차례 더 출전했다. 대회가 끝난 후 아자이는 국가대표팀에서 뛰는 것이 자랑스럽다고 언급했다.
아자이는 2018년 8월 2019년 아프리카 네이션스컵 예선을 위해 시니어 팀에 처음으로 소집되었으며, 이를 "꿈" 소집이라고 설명했다. 그는 2019년 네이션스컵 예선 세이셸 전에서 73분에 부상자 치도지 아와지엠을 위해 출전하며 데뷔 전을 치렀다.